# Siedenlangenbeck
Siedenlangenbeck è una località (Ortsteil) del comune tedesco di Kuhfelde, nella Sassonia-Anhalt.

## Storia
Siedenlangenbeck costituì un comune autonomo fino al 1º luglio 2009.